# Hauteur (géométrie algébrique)
Pour les articles homonymes, voir Hauteur.
En géométrie algébrique et en théorie des nombres, la notion de hauteur désigne une mesure de la « complexité algébrique » d'un objet, généralement d'une solution d'une équation diophantienne,. Leur intérêt vient entre autres de l'observation que des faits géométriques exprimés en termes de diviseurs se traduisent souvent en faits arithmétiques exprimés en termes de hauteurs,,.

## Hauteur naïve

### Définition
Une première définition de la hauteur peut être donnée pour un nombre rationnel : si {\displaystyle x=a/b\in \mathbb {Q} } est une fraction irréductible, alors on définit la hauteur de ce nombre par
{\displaystyle H\left({\frac {a}{b}}\right)=\max\{|a|,|b|\}}
Cette définition se généralise immédiatement à un point de l'espace projectif {\displaystyle [x_{1}:x_{2}:\cdots :x_{n+1}]\in \mathbb {P} ^{n}\mathbb {Q} } en posant
{\displaystyle H\left([x_{1}:\cdots :x_{n+1}]\right)=\max _{i}\{|x_{i}|\}}
De même on étend la définition à tout corps de nombres. Soit {\displaystyle K/\mathbb {Q} }, et soit {\displaystyle M_{K}}l'ensemble des places de {\displaystyle K}, on pose pour tout {\displaystyle [x_{1}:\cdots :x_{n+1}]\in \mathbb {P} ^{n}K}
{\displaystyle H\left([x_{1}:\cdots :x_{n+1}]\right)=\prod _{v\in M_{K}}\max _{i}\{|x_{i}|_{v}\}}Dans ce contexte, on introduit également la « hauteur logarithmique absolue » définie par :
{\displaystyle h(P)={\frac {1}{[K:\mathbb {Q} ]}}\log H(P)}

### Propriétés de finitude
Puisque la hauteur sur les nombres rationnels est définie à partir de leur écriture en fraction irréductible, il n'existe qu'un nombre fini de rationnels ayant une hauteur inférieure à une borne donnée. Ce fait s'étend aux définitions plus générales ci-dessus : c'est le théorème de Northcott.
Une estimation du nombre de rationnels de hauteur inférieure à une borne {\displaystyle B} est donnée par la formule suivante :
{\displaystyle \#\left\{x\in \mathbb {Q} \mid H(x)\leq B\right\}={\frac {12}{\pi ^{2}}}B^{2}+O(B\log B)}Le théorème de Schanuel, donne une formule analogue pour les points de {\displaystyle \mathbb {P} ^{n}K}, qui fait intervenir de nombreux invariants arithmétiques de {\displaystyle K} faisant écho à la formule du nombre de classes, dont la fonction zêta de Dedekind, le régulateur, et les degrés de plongement réels et complexes de {\displaystyle K}.
Si on notre  {\displaystyle d(\alpha )=[\mathbb {Q} (\alpha ):\mathbb {Q} ]}le degré du corps minimal dans lequel un nombre {\displaystyle \alpha }est défini, alors la conjecture de Lehmer prédit qu'il est impossible d'obtenir des nombres algébriques de hauteur arbitrairement petite, spécifiquement qu'il existe une constante positive {\displaystyle c} telle que pour tout {\displaystyle \alpha } qui n'est pas racine de l'unité, on a :
{\displaystyle h(\alpha )\geq {\frac {c}{d(\alpha )}}}La valeur exacte de {\displaystyle c} est inconnue mais serait approximativement {\displaystyle c\approx 0.16235...}

## Hauteur sur une variété projective
Si {\displaystyle X}est une variété projective, et que {\displaystyle \phi :X\hookrightarrow P^{n}\mathbb {Q} } est un plongement projectif alors on peut définir la hauteur d'un point de {\displaystyle X} par {\displaystyle h(P)=h(\phi (P))}. 
Une manière a priori plus intrinsèque de définir la hauteur est de s'appuyer sur l'observation suivante : un plongement projectif correspond au choix d'un diviseur très ample {\displaystyle D} ainsi qu'à un choix de sections génératrices de l'espace de Riemann-Roch {\displaystyle {\mathcal {L}}(D)}. On associe ainsi, à un diviseur très ample, le plongement {\displaystyle \phi _{D}}correspondant et la hauteur {\displaystyle h_{D}(P)=h(\phi _{D}(P))}. Cette définition possède des propriétés remarquables :
- Choisir un autre diviseur n'affecte la hauteur que par l'ajout d'une fonction bornée : {\displaystyle h_{D}(P)=h_{D'}(P)+O(1)}
- Si {\displaystyle D\sim D'} sont deux diviseurs linéairement équivalents, alors {\displaystyle h_{D}=h_{D'}+O(1)}
- Si {\displaystyle D} et {\displaystyle D'} sont tous deux très amples, alors {\displaystyle h_{D+D'}=h_{D}+h_{D'}+O(1)}

En fait Weil a montré qu'il existe un unique homomorphisme du groupe de Picard dans les fonctions (modulo les fonctions bornées) satisfaisant les trois propriétés ci-dessus.
Sur une variété abélienne, dotée d'une application « multiplication par {\displaystyle m}», notée {\displaystyle [m]}, le théorème du cube montre que 
{\displaystyle h_{D}([m]P)=m^{2}h_{D}(P)+O(1)}
autrement dit, la hauteur croît très rapidement avec les applications successives de cette multiplication. 
Il est possible d'introduire d'autres hauteurs, comme l'avait initié Weil dans sa thèse, et comme l'a fait Faltings pour sa démonstration de la conjecture de Mordell-Weil,.

## Hauteur canonique sur une variété abélienne
Sur une variété abélienne, les fonctions bornées intervenant dans les relations entre hauteurs peut être éliminée. Pour cela, il faut modifier légèrement la définition et considérer la hauteur canonique, ou hauteur de Néron-Tate, :
{\displaystyle {\hat {h}}_{D}(P)=\lim _{n\to \infty }{\frac {1}{n^{2}}}h_{D}([n]P)}Cette hauteur possède les propriétés remarquables suivantes :
- {\displaystyle {\hat {h}}_{D}(P)=h_{D}(P)+O(1)}
- {\displaystyle {\hat {h}}_{D}([m]P)=m^{2}{\hat {h}}_{D}(P)}
- {\displaystyle {\hat {h}}_{D}(P+Q)+{\hat {h}}_{D}(P-Q)=2{\hat {h}}_{D}(P)+2{\hat {h}}_{D}(Q)}

Lorsque {\displaystyle D}est ample, alors {\displaystyle {\hat {h}}_{D}(P)=0}si et seulement si {\displaystyle P}est un point de torsion ; de plus, la hauteur permet de définir l'accouplement de Néron-Tate : 
{\displaystyle \langle P,Q\rangle _{D}={\hat {h}}_{D}(P+Q)-{\hat {h}}_{D}(P)-{\hat {h}}_{D}(Q)}

### Propriétés de finitude
Néron a montré que la hauteur canonique satisfait une propriété de finitude analogue à la hauteur naïve. Plus précisément, si {\displaystyle A}est une variété abélienne, alors{\displaystyle \#\left\{P\in A(K)\mid {\hat {h}}_{D}(P)\leq B\right\}\sim {\frac {\pi ^{r/2}}{\Gamma (r/2+1)}}\cdot {\frac {\#A(K)_{\textrm {tors}}}{R_{A/K}}}\cdot B^{r/2}}
où {\displaystyle r}est le rang de {\displaystyle A}et {\displaystyle R_{A/K}}est le régulateur, c'est-à-dire le déterminant de la matrice {\displaystyle \langle P_{i},P_{j}\rangle _{D}}où les {\displaystyle P_{i}}forment une base de {\displaystyle A(K)/A(K)_{\textrm {tors}}}.
La question de la minoration de la hauteur de Néron-Tate se pose également sur les variétés abéliennes.